# Gurdwara Karte Parwan de Kabul
La Gurdwara Karte Parwan de Kabul (en hindi: काबुल के गुरुद्वारा) es troba en el barri de Karte Parwan a Kabul, Afganistan i és una de les principals gurdwares de la regió. La paraula gurdwara significa l'entrada al guru, i és un lloc de culte pels sikhs. Abans hi havia milles de sikhs visquent a Kabul abans de la Revolució Saur de 1978 i de la Guerra afganèsa-soviètica de l'Afganistan. Molts sikhs van haver de fugir entre els refugiats afganesos, en els anys 1980 i 1990 a l'Índia i en el veí Pakistan. Després de la invasió per part de l'OTAN de l'Afganistan, a finals de 2001, alguns sikhs van decidir tornar al país afganès. A partir de 2008, s'estima que hi ha 2.500 ciutadans sikhs visquent a Afganistan.